# Ipomoea heterosepala
Ipomoea heterosepala är en vindeväxtart som beskrevs av John Gilbert Baker. Ipomoea heterosepala ingår i släktet praktvindor, och familjen vindeväxter. Inga underarter finns listade i Catalogue of Life.